# Лучжоу
Лучжоу (кит. спр. 泸州市, піньїнь: Lúzhōu Shì) — місто-округ в китайській провінції Сичуань. 

## Географія
Лучжоу розташовується у східній частині провінції.

### Клімат
Місто знаходиться у зоні, котра характеризується вологим субтропічним кліматом. Найтепліший місяць — липень із середньою температурою 27.2 °C (81 °F). Найхолодніший місяць — січень, із середньою температурою 8.3 °С (47 °F).
| Клімат Лучжоу           | Клімат Лучжоу | Клімат Лучжоу | Клімат Лучжоу | Клімат Лучжоу | Клімат Лучжоу | Клімат Лучжоу | Клімат Лучжоу | Клімат Лучжоу | Клімат Лучжоу | Клімат Лучжоу | Клімат Лучжоу | Клімат Лучжоу | Клімат Лучжоу |
| Показник                | Січ.          | Лют.          | Бер.          | Квіт.         | Трав.         | Черв.         | Лип.          | Серп.         | Вер.          | Жовт.         | Лист.         | Груд.         | Рік           |
| Абсолютний максимум, °C | 20            | 26            | 36            | 37            | 38            | 40            | 40            | 40            | 37            | 32            | 27            | 22            | 40            |
| Середній максимум, °C   | 9             | 11            | 16            | 21            | 25            | 27            | 30            | 30            | 25            | 20            | 15            | 11            | 20            |
| Середня температура, °C | 8             | 9             | 13            | 18            | 22            | 24            | 27            | 27            | 22            | 18            | 13            | 9             | 18            |
| Середній мінімум, °C    | 6             | 7             | 11            | 15            | 18            | 21            | 23            | 23            | 20            | 16            | 12            | 7             | 15            |
| Абсолютний мінімум, °C  | −1            | −2            | 2             | 5             | 12            | 16            | 13            | 13            | 11            | 6             | 2             | 0             | −2            |
| Днів з опадами          | 15            | 14            | 16            | 16            | 18            | 18            | 14            | 12            | 17            | 18            | 17            | 15            | 190           |
| Днів з дощем            | 15            | 14            | 16            | 16            | 18            | 18            | 14            | 12            | 17            | 18            | 17            | 15            | 190           |
| Днів зі снігом          | 1             | 0             | 0             | 0             | 0             | 0             | 0             | 0             | 0             | 0             | 0             | 1             | 2             |
| ----------------------- | ------------- | ------------- | ------------- | ------------- | ------------- | ------------- | ------------- | ------------- | ------------- | ------------- | ------------- | ------------- | ------------- |
| Джерело: Weatherbase    |               |               |               |               |               |               |               |               |               |               |               |               |               |